# Secrétaire d'État aux Relations du Commonwealth
Le secrétaire d'État aux relations du Commonwealth était chargé de traiter la relation britannique avec les membres du Commonwealth (ses anciennes colonies).

## Secrétaire d'État aux Relations du Commonwealth, 1947–1966
| Nom      | Nom                    | Portrait  | Mandat           | Mandat           | Parti politique    | P.M.   | P.M.      | F.Sec.          |
| -------- | ---------------------- | --------- | ---------------- | ---------------- | ------------------ | ------ | --------- | --------------- |
|          | Christopher Addison    |           | 7 juillet 1947   | 7 octobre 1947   | Parti travailliste |        | Attlee    | Bevin           |
|          | Philip J. Noel-Baker   |           | 7 octobre 1947   | 28 février 1950  | Parti travailliste |        | Attlee    | Bevin           |
|          | Patrick Gordon Walker  |           | 28 février 1950  | 26 octobre 1951  | Parti travailliste |        | Attlee    | Bevin           |
| Morrison | Patrick Gordon Walker  |           | 28 février 1950  | 26 octobre 1951  | Parti travailliste |        | Attlee    |                 |
|          | Hastings Lionel Ismay  |           | 28 octobre 1951  | 12 mars 1952     | sans               |        | Churchill | Eden            |
|          | Robert Gascoyne-Cecil  |           | 12 mars 1952     | 24 novembre 1952 | Parti conservateur |        | Churchill | Eden            |
|          | Philip Cunliffe-Lister |           | 24 novembre 1952 | 7 avril 1955     | Parti conservateur |        | Churchill | Eden            |
|          | Alec Douglas-Home      |           | 7 avril 1955     | 27 juillet 1960  | Parti conservateur |        | Eden      | Macmillan Lloyd |
|          | Alec Douglas-Home      | Macmillan | 7 avril 1955     | 27 juillet 1960  | Parti conservateur |        |           | Macmillan Lloyd |
|          | Duncan Sandys          |           | 27 juillet 1960  | 16 octobre 1964  | Parti conservateur | D-Home |           |                 |
|          | Duncan Sandys          | D-Home    | 27 juillet 1960  | 16 octobre 1964  | Parti conservateur | Butler |           |                 |
|          | Arthur Bottomley       |           | 18 octobre 1964  | 1er août 1966    | Parti travailliste |        | Wilson    | Walker Stewart  |